# Vitjaziana gurjanovae
Vitjaziana gurjanovae är en kräftdjursart som beskrevs av Yakov Avadievich Birstein och Boris Stepanovich Vinogradov 1955. Vitjaziana gurjanovae ingår i släktet Vitjaziana och familjen Vitjazianidae. Inga underarter finns listade i Catalogue of Life.